# Грязный Гарри (мультсериал)
«Грязный Гарри», или «Гэри крыса» (англ. Gary the Rat) — американский мультсериал, ориентированный на взрослую аудиторию. На американском телевидении дебютировал на телеканале Spike весной 2003 года и просуществовал один сезон. В России сериал демонстрировал канал 2x2. Мультсериал сделан во флэше. Выпускался на DVD. Производство мультсериала было прекращено.

## Список персонажей
- Гэри «Крыс» Эндрюс (англ. Gary «The Rat» Andrews) — главный герой, является адвокатом защиты. Согласно краткому пересказу завязки во вступительных титрах непонятным образом превратился в большую антропоморфную крысу, увлёкшись ставками на крысиных бегах. В сериале человеческий облик Гэри ни разу не был показан, за исключением серии the reunion, где был показан его сон с искажёнными детскими воспоминаниями: можно увидеть, что у него светлые волосы, но лицо показано не было. Характер можно охарактеризовать как наглый, подлый и лживый, без тени совести и морали, но также Эндрюс является очень обаятельным и милым. Может общаться с обычными крысами, хотя не показано, способны ли это делать другие люди.
- Джонни Хорацио Багз (англ. Johnny Horatio Bugz) — истребитель грызунов. В каждой серии придумывает нелепые способы убийства Эндрюса и всегда терпит неудачу из-за случайных мелочей.
- Кот Бутц (англ. Boots) — кот, лучший друг Джонни Багза. Обладает выраженной мимикой и жестами и способен говорить только «мяу». Однако как минимум Джони Багз и Гэри Эндрюс полностью его понимают.
- Труман Пинксдэйл (англ. Truman Pinksdale) — сосед Гэри. Нанял Джонни Багза, чтобы избавиться от соседа-грызуна. Практически в каждой серии к нему приходит Джонни и требует одну тысячу долларов за работу, которую ещё не выполнил, и получает её только после угроз физической расправы. В одной из серий взял кота Бутца в заложники до тех пор, пока не будет выполнена работа, но кот оказался умнее, связал Трумана и сбежал к хозяину.